# Seznam izvajalcev ambienta
Seznam izvajalcev ambienta.

## A
- Adiemus
- Anugama

## B
- Bluetech
- Boards of Canada
- Brunette Models
- BT

## C
- Suzanne Ciani

## D
- Dead Can Dance
- Delerium
- Deuter

## E
- Enigma
- Brian Eno
- Roger Eno
- Enya

## F
- Christopher Franke
- Robert Fripp
- Future Sound of London

## I
- Mark Isham

## J
- Jean-Michel Jarre

## K
- Karunesh
- Kitaro
- Miha Kralj (1949 – )
- Andrej Genadjevič Krilov (Rusija, 1959 – )

## L
- Daniel Lanois
- Lenny Ibizzare

## M
- Loreena McKennitt
- Moby

## O
- Mike Oldfield
- The Orb

## P
- Popol Vuh

## S
- Klaus Schulze
- Solar Quest
- Sunlounger

## T
- Tangerine Dream

## U
- Ulrich Schnauss

## V
- Vangelis